# Ernst-August Rumpeltin
Ernst-August Rumpeltin (* 7. Mai 1904 in Burgdorf (Hannover); † 9. Juni 1978 in Nienburg/Weser) war ein deutscher Zeitungsverleger.

## Leben
Rumpeltin stammte aus einer Verlegerfamilie aus Burgdorf (Region Hannover). Er absolvierte eine Zeitungslehre und studierte Rechtswissenschaften und Zeitungskunde in Leipzig und Heidelberg, wo er Mitglied des Corps Suevia war. Danach war in der Redaktion mehrerer großer norddeutscher Tageszeitungen tätig, ehe er Mitgeschäftsführer des Verlags „Die Harke“ in Nienburg wurde. Ernst-August Rumepltin war Vorsitzender des Verbandes der Druckindustrie in Niedersachsen und Mitglied im Beirat der Arbeitsgemeinschaft mittlerer Tageszeitungen in der Bundesrepublik Deutschland.